# Australaziatische PGA Tour 2011
De Australaziatische PGA Tour 2011, of de PGA Tour of Australasia 2011, was het 38ste seizoen van de Australaziatische PGA Tour die in 1973 officieel opgericht werd als de PGA Tour of Australia. Het seizoen begon met het Victorian Open, in januari 2011, en eindigde met de JBWere Masters, in december 2011. Er stonden 13 toernooien op de agenda.

## Kalender
| Data  | Data  | Toernooi                                   | Stad                        | Winnaar            | Score | Score | Info                             |
| ----- | ----- | ------------------------------------------ | --------------------------- | ------------------ | ----- | ----- | -------------------------------- |
| 07-01 | 10-01 | Subaru Victorian Open                      | Melbourne, Victoria         | Paul Sheehan       | 276   | –8    |                                  |
| 14-01 | 16-01 | Cellarbrations Victorian PGA Championship  | Melbourne, Victoria         | James Nitties      | 198   | –18   | 54-holes (vanwege het regenweer) |
| 20-01 | 23-01 | Surf Coast Knockout                        | Torquay, Victoria           | Scott Laycock      | 1up   | 1up   | Nieuw toernooi Matchplay         |
| 24-02 | 27-02 | Cellarbrations Queensland PGA Championship | Toowoomba, Queensland       | Gareth Paddison    | 262   | –18   |                                  |
| 14-09 | 17-09 | South Pacific Golf Open Championship       | Noumea, Nieuw-Caledonië     | Matthew Griffin po | 275   | –13   | Nieuw toernooi                   |
| 20-10 | 23-10 | Western Australia PGA Championship         | Perth, Western Australia    | Michael Wright     | 276   | –12   |                                  |
| 27-10 | 30-10 | Western Australian Open                    | Perth, Western Australia    | Rohan Blizard      | 278   | –10   |                                  |
| 03-11 | 06-11 | New South Wales PGA Championship           | Wollongong, New South Wales | Matt Guyatt        | 267   | –13   |                                  |
| 10-11 | 13-11 | Australian Open                            | Sydney, New South Wales     | Greg Chalmers      | 275   | –13   |                                  |
| 17-11 | 20-11 | New South Wales Open                       | Newcastle, New South Wales  | Adam Crawford      | 274   | –6    |                                  |
| 24-11 | 27-11 | Australian PGA Championship                | Sunshine Coast, Queensland  | Greg Chalmers      | 276   | –12   |                                  |
| 01-12 | 04-12 | BMW New Zealand Open                       | Christchurch, Nieuw-Zeeland | Brad Kennedy       | 281   | –7    |                                  |
| 15-12 | 18-11 | JBWere Masters                             | Melbourne, Victoria         | Ian Poulter        | 269   | –15   |                                  |

| po = winnaar na play-off |